# Melancholie (Munch)
Melancholie (Noors: Melankoli, ook wel getiteld Jappe op het strand, Jaloezie of Avond), is een olieverfschilderij van de Noorse kunstschilder Edvard Munch, 81 × 100,5 centimeter groot, gemaakt in 1894-1895. Het toont Munchs vriend Jappe Nilssen die op het strand treurt om de keuze van zijn geliefde Oda Krohg voor haar man Christian Krohg. Munch maakte in de jaren 1890 een hele reeks vergelijkbare versies naar dit thema. De hier besproken versie bevindt zich in de collectie van het Bergen Kunstmuseum.

## Context en thematiek
Munch raakte al midden jaren 1880 betrokken bij het kunstenaarsmilieu in Kristiania, ook wel "Kristiania-bohemen" genoemd. Hij was bevriend met onder andere de journalisten Jappe Nilssen en Haakon Nyhuus, schrijver Gunnar Heiberg, de anarchist Hans Jæger en kunstschilder Christian Krohg. In deze kringen hield men er voor die tijd vrijgevochten ideeën op na, onder andere op het gebied van de "vrije liefde". Nilssen kreeg in 1890 een spraakmakende relatie met de tien jaar oudere Oda Krohg, vrouw van Christian. In de zomer van 1891 verbleef hij met haar in de kustplaats Åsgårdstrand. Oda Krohg hield Nilssen echter voortdurend aan het lijntje en volgde uiteindelijk haar vertrekkende man in datzelfde jaar naar Berlijn, tot groot verdriet van Nilssen. Munch, die in de betreffende zomer ook in Åsgårdstrand resideerde, was getuige van de tragedie. Hij vereeuwigde in de loop van de jaren 1890 de gebroken Nilssen in een reeks van vijf schilderijen en twee houtsneden met de titel Melancholie (1891-1896).
Munch beleefde eerder, in 1885, als 21-jarige, een vergelijkbare ervaring als Nilssen, toen hij verliefd werd op de drie jaar oudere Milly Thaulow, echtgenote van zijn neef Carl Thaulow, die weer de broer was van kunstschilder Frits Thaulow. Deze "verboden" liefde bezorgde hem veel hartzeer en zou hem nog lang achtervolgen. Waarschijnlijk is dat hij in zijn Melancholie-werken dan ook niet alleen het leed van Nilssen schilderde, maar ook zijn eigen pijn verwerkte. Daarmee kan de mannelijke persoon op het doek niet alleen als Nilssen worden beschouwd, maar ook als de kunstenaar zelf.

## Afbeelding
Melancholie toont een mannelijke gestalte in bedrukte houding, enigszins ineengezakt, zijn hoofd ondersteunend met zijn rechterhand: de klassieke pose van melancholie. Munch plaatst hem rechtsvoor op het beeldoppervlak, gezeten op en achter een aantal grote stenen van Åsgårdstrand. Deze positie, aan de zijkant, zorgt ervoor dat de aandacht van de kijker tevens wordt gericht op het landschap op de achtergrond. Linksboven zijn vanuit de verte een mannelijke en vrouwelijke figuur te zien op een kleine pier, op weg naar een gelige boot. Iemand met roeispanen loopt er achteraan, ten teken dat ze vertrekken. De slingerende oeverlinie geeft het werk dieptewerking binnen de verder vrij tweedimensionale vlakkenopzet. De langgerekte avondlijke wolken worden gekleurd door een ondergaande zon. Duidelijk zichtbaar is de invloed van Paul Gauguins synthetisme, waarmee Munch in 1891 tijdens een verblijf in Parijs had kennisgemaakt.

## Duiding
De Melancholie-schilderijen worden wel gezien als Munchs eerste echte symbolistische creaties. In de zes werken die hij in de jaren negentig onder deze titel maakte, vindt hij definitief zijn kenmerkende intensieve psychologische stijl, waarmee hij zijn intiemste gedachten en emoties overbracht op het schilderdoek. Die gevoelsoverdracht wordt versterkt door de uitbeelding van de omgeving, met de vereenvoudigde vormen, de ritmisch golvende lijnen en de koele, bijna melancholieke kleurcombinaties, met veel zwart, steeds gericht op het creëren van de juiste stemming. Met name ook de langgerekte wolken lijken te drukken op het onderliggende tafereel, of beter: op de psyche van de hoofdpersoon.
De zwaarmoedige figuur op de voorgrond symboliseert een gevoel van leegte en eenzaamheid. De aanblik van het paartje dat op de steiger, waarvan hij is afgezonderd, roept een sterk gevoel van jaloezie op, dat het hem deprimeert. Hij trekt zich terug. Anders dan in de negentiende-eeuwse kunst gangbaar was neemt de hoofdfiguur geen deel aan het handelingsgebeuren op de achtergrond, met de grote stenen als scheidingselement. Hij zit afgezonderd aan de rand van het beeldvlak. De in heldere kleuren geschilderde figuren op de steiger behoren tot een andere wereld. Ze vertegenwoordigen het klassieke beeld van het liefdespaar dat zich opmaakt om naar het liefdeseiland te varen. De hoofdpersoon blijft eenzaam achter. De scheiding tussen de innerlijke- en externe wereld (hier gesymboliseerd door de zware stenen) en tegelijkertijd hun verbondenheid met elkaar (gesymboliseerd door de golvende kustlijn), is een thema dat in latere werken van Munch voortdurend zou terugkeren.

## Andere Melancholie-versies
Vanaf 1891 maakte Munch diverse schetsen naar het Melankoli-thema, uiteindelijk resulterend in zeven voldragen versies, waaronder twee houtsnedes. Daarbij varieerde hij in de vormen van de kustlijn en eenmaal, in zijn versie uit 1892, zijn hoofdpersoon een andere richting uit laat kijken, nadrukkelijker van het liefdespaar afgewend. Soms gebruikt hij ook andere technieken en materialen. Ook gebruikte hij bij diverse tentoonstellingen regelmatig andere titels.

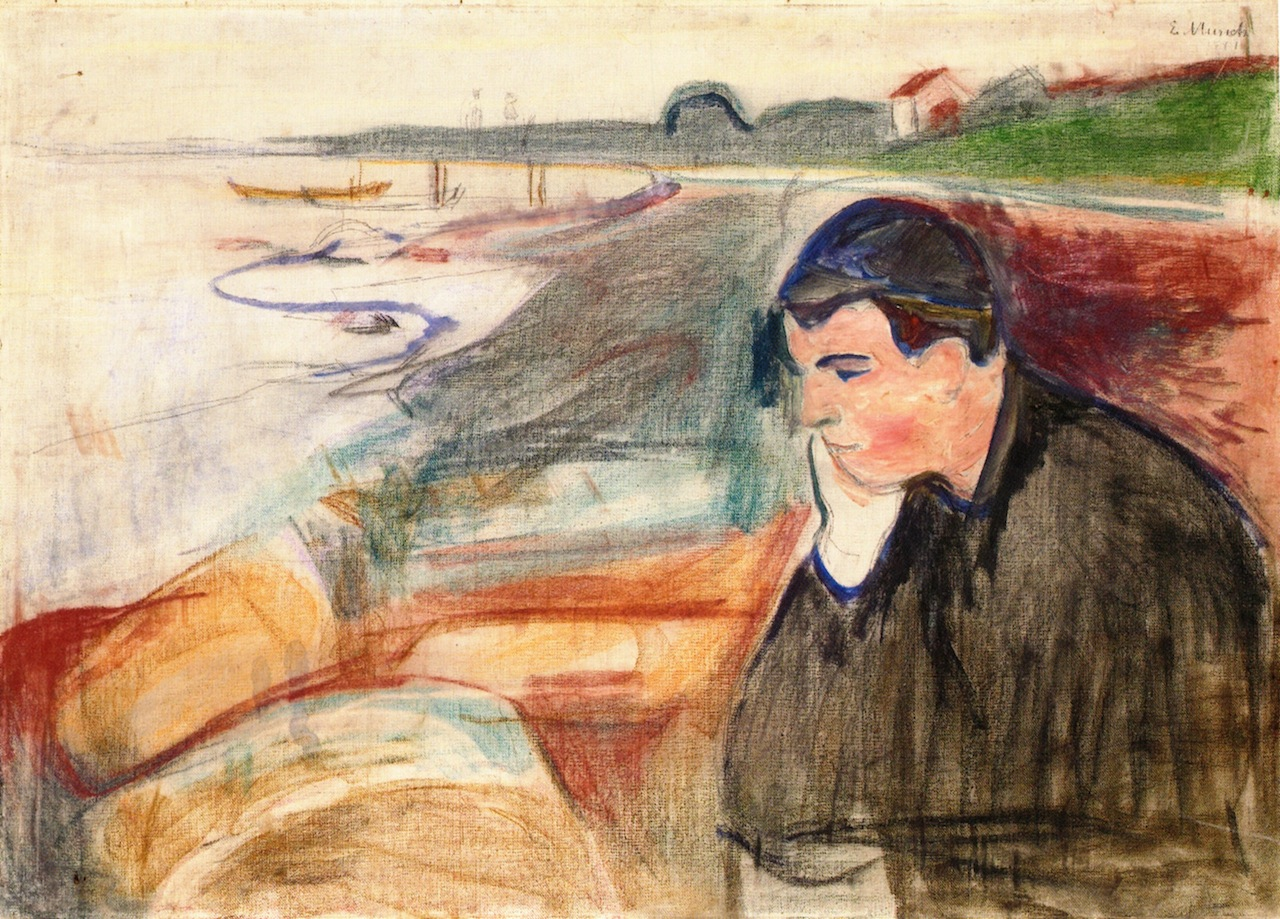
Avond. Melancholie, 1891. Olieverf op doek, bewerkt met pen en potlood. 73 × 101 cm. Munch Museum, Oslo
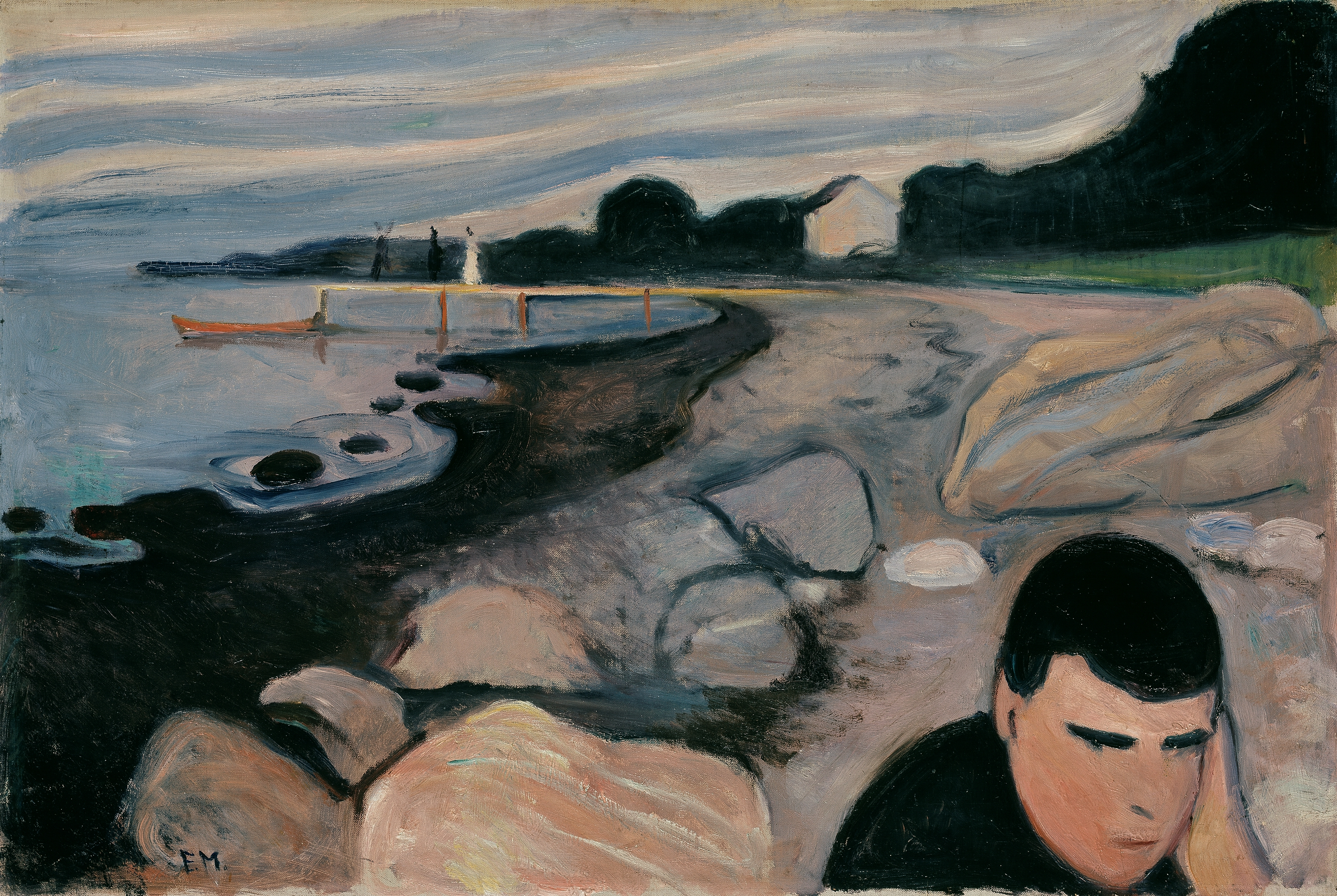
Melancholie, 1892. Olieverf op doek. 64 × 96 cm. Nationalgalleriet, Oslo
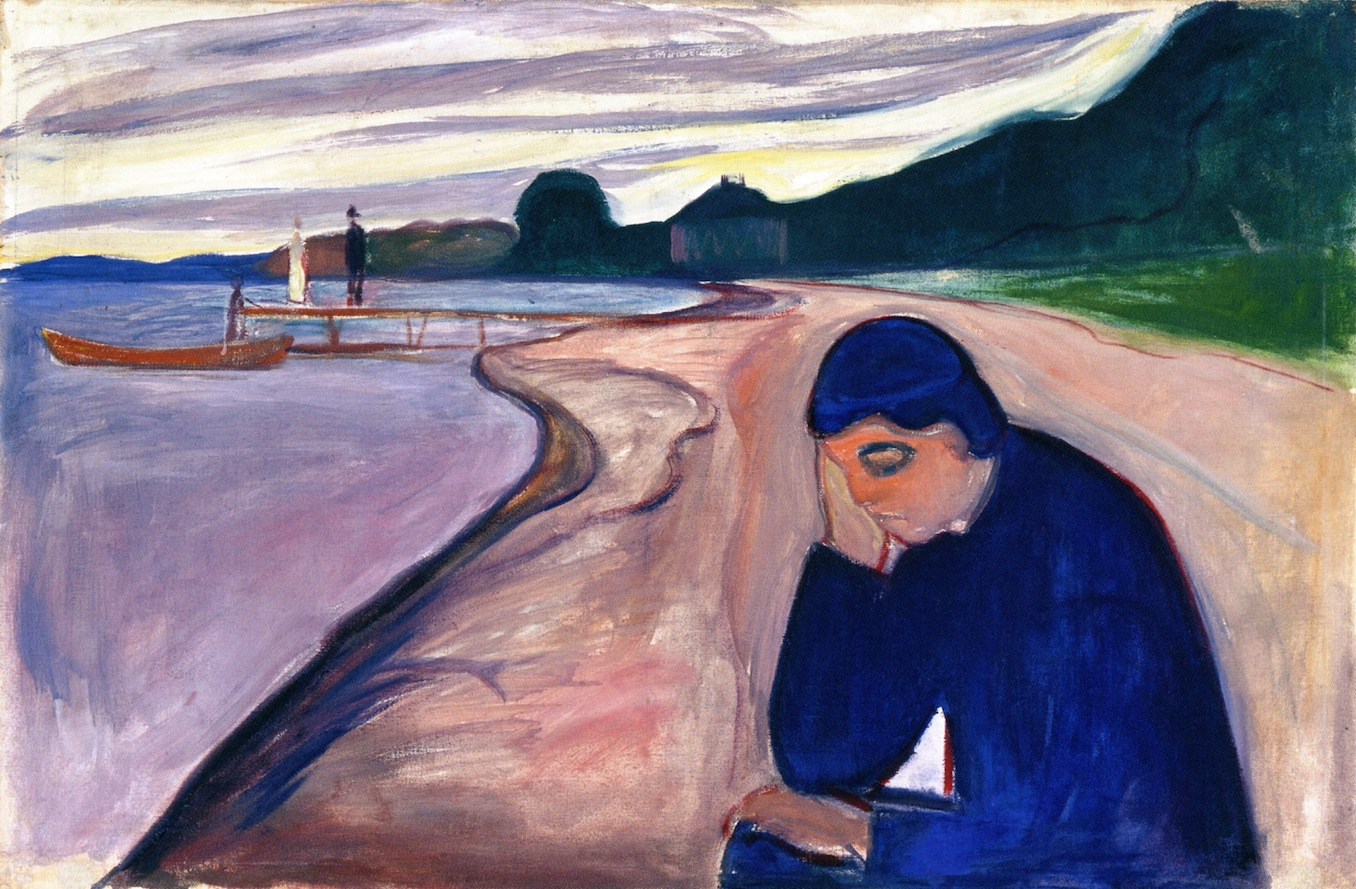
Melancholie, 1893. Olieverf op doek. 86 × 129 cm. Munch Museum, Oslo
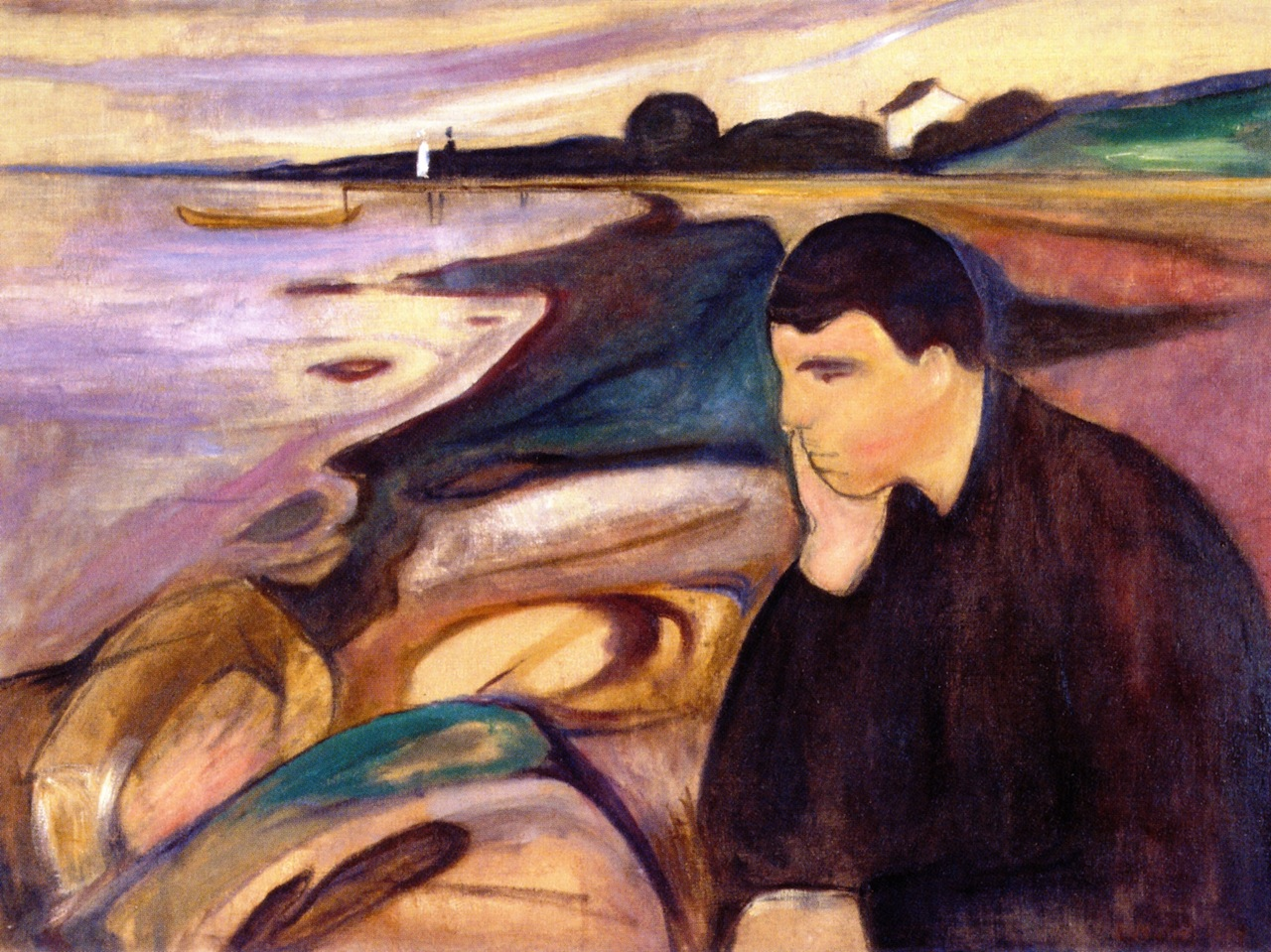
Melancholie, 1894. Olieverf op doek. 81 × 100,5 cm. Privé-verzameling
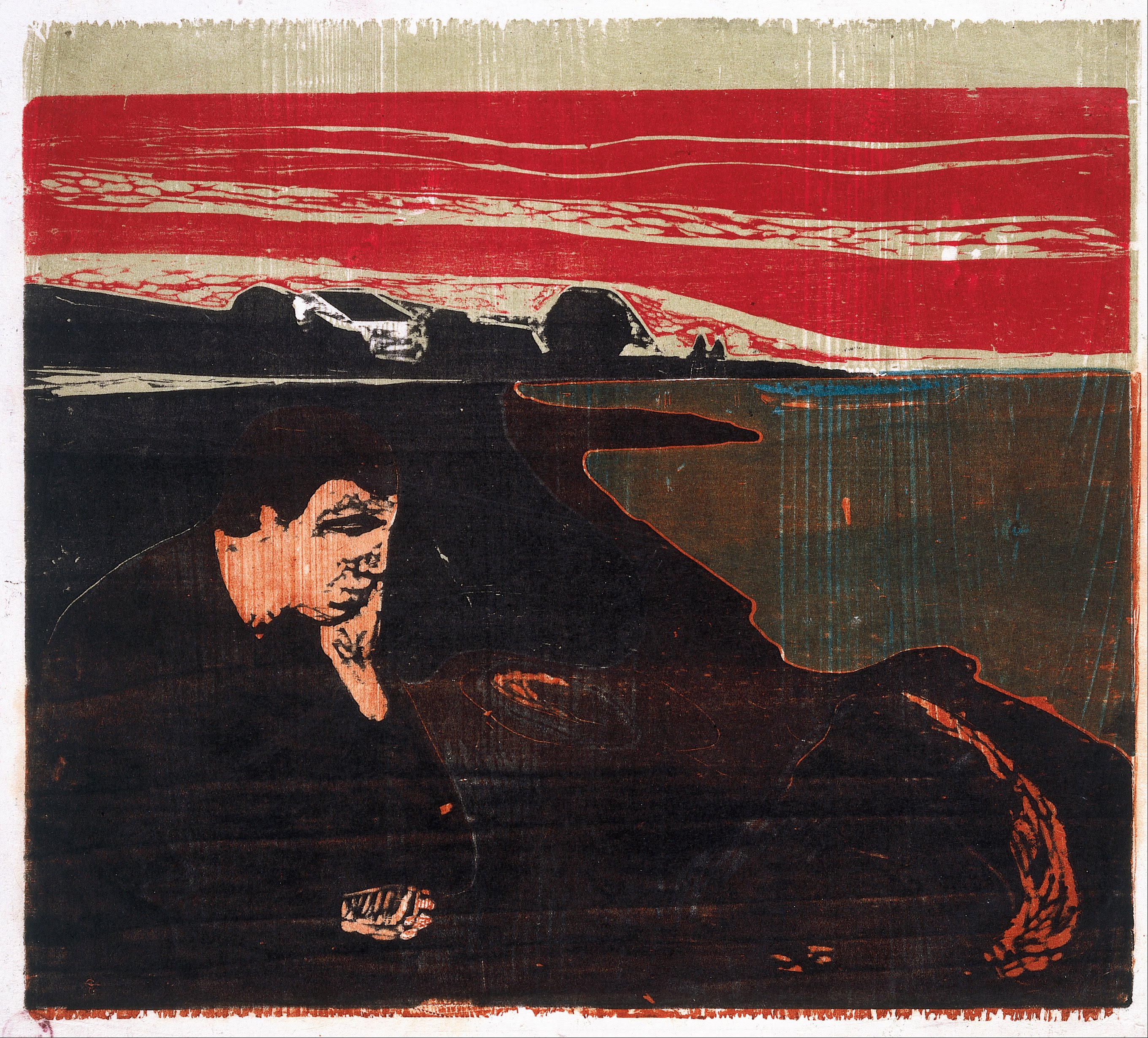
Evening. Melancholy I, 1896. Houtsnede. 41,1 × 55,7 cm. Munch Museum, Oslo
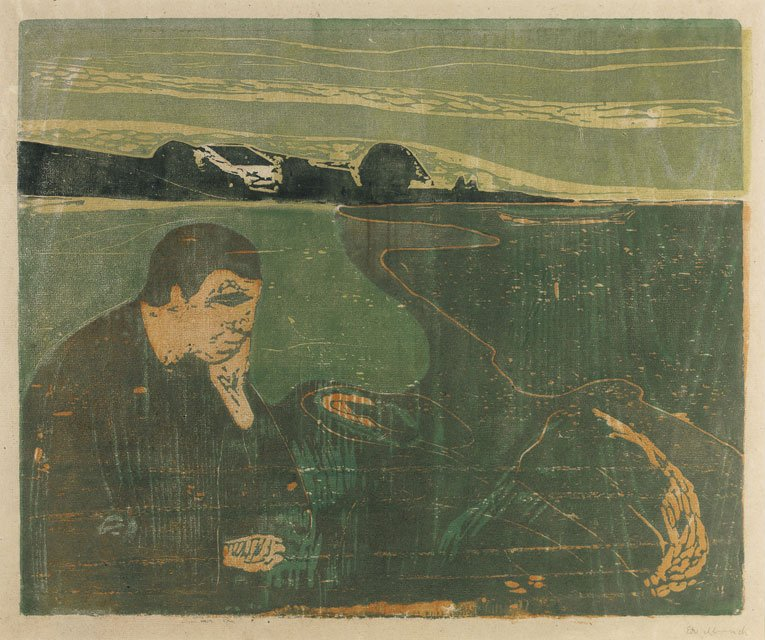
Evening. Melancholy I, 1896. Houtsnede. 37,2 × 45,2 cm